# Darel Christopher
Darel Christopher junior (ur. 18 sierpnia 1990) – kolarz szosowy z Brytyjskich Wysp Dziewiczych.
W 2018 został pierwszym reprezentantem Brytyjskich Wysp Dziewiczych na mistrzostwach świata w kolarstwie szosowym. Kolarstwo trenował również jego ojciec, Darel Christopher senior, który później został prezesem krajowego związku kolarskiego.

## Osiągnięcia
Opracowano na podstawie:

2007
- 3. miejsce w mistrzostwach Brytyjskich Wysp Dziewiczych (jazda indywidualna na czas)

2010
- 1. miejsce w mistrzostwach Brytyjskich Wysp Dziewiczych (jazda indywidualna na czas)

2011
- 1. miejsce w mistrzostwach Brytyjskich Wysp Dziewiczych (jazda indywidualna na czas)
- 1. miejsce w mistrzostwach Brytyjskich Wysp Dziewiczych (start wspólny)

2022
- 2. miejsce w mistrzostwach Brytyjskich Wysp Dziewiczych (jazda indywidualna na czas)
- 1. miejsce w mistrzostwach Brytyjskich Wysp Dziewiczych (start wspólny)